# Krammat

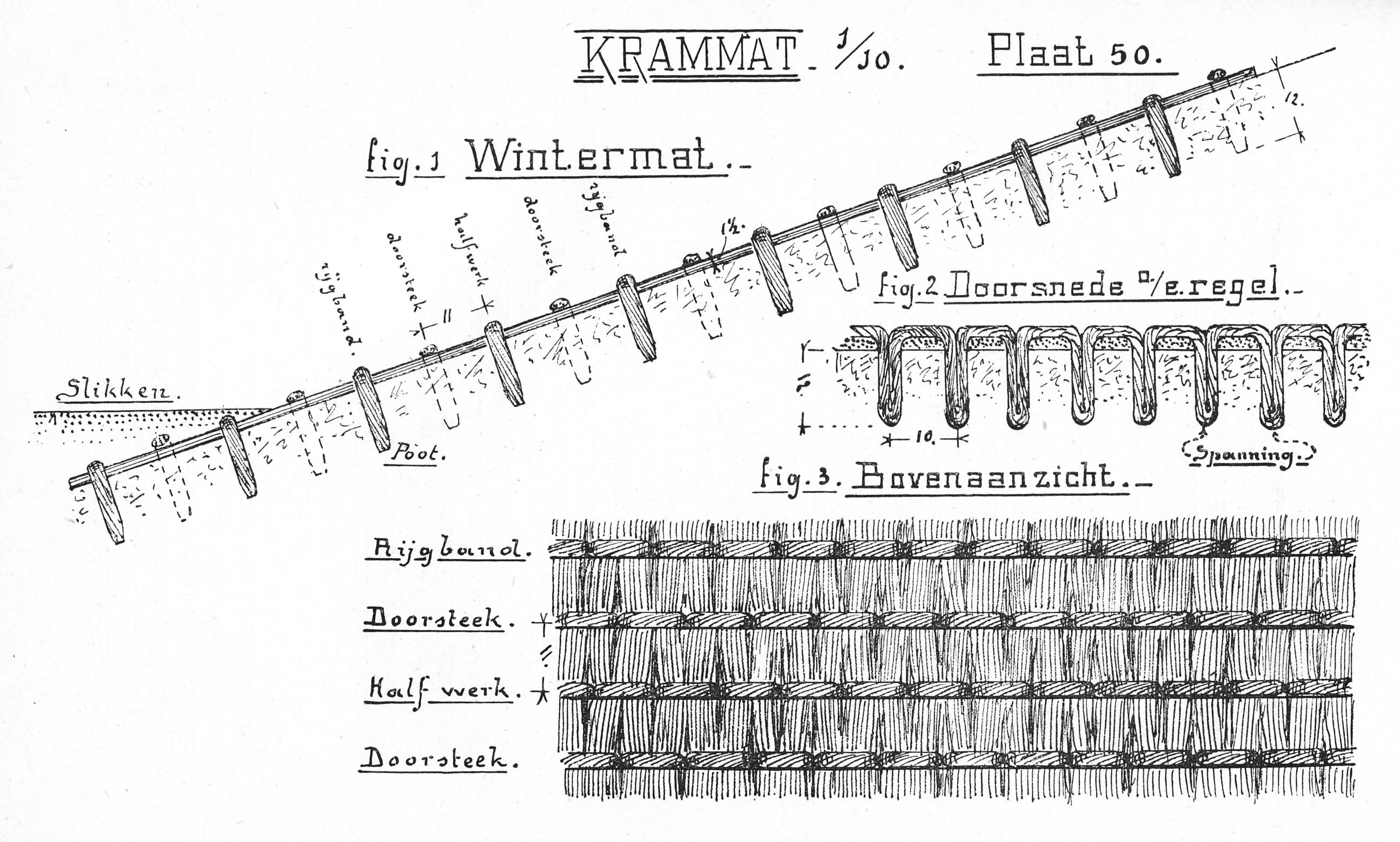
Winterkrammat

Een krammat is een bescherming van riet die op een talud van klei geplaatst werd als bescherming tegen erosie door water (golven, stroming, maar ook regenval). Krammatten worden sinds de zeventiger jaren van de twintigste eeuw niet meer gebruikt, in plaats daarvan wordt een geotextiel toegepast. 
Krammatten werden vervaardigd van riet of stro. Er waren zowel zomer- als winterkrammatten in gebruik. De winterkrammat wordt gemaakt door eerst op het talud een spreidsel te leggen van tarwe- of roggestro. Daarop komt een laag bladriet met een gezamenlijke dikte van 2 cm. Het spreidsel wordt van boven naar beneden aangelegd, waar de eerste laag met de stoppeleinden naar boven gericht komt. Zie figuur 
. Door rijen beugels, evenwijdig aan de lengterichting van de dijk wordt het spreidsel op het talud vastgemaakt. Deze beugels zijn 6 à 7 cm breed en worden bij het insteken enigszins gedraaid. Het insteken gebeurt met behulp van een kramspade (een spade van 3 à 4 cm breedte met een segmentvormige opening aan de ene kant en een korte steel aan de andere kant. De arbeider heeft een metalen plaat voor zijn buik hangen en valt hiermee met zijn eigen gewicht op de steel van de kramspade, die daardoor de beugel naar beneden drukt. Voor de beugels wordt meestal tarwe- of roggestro genomen. Het gedeelte van de beugel dat in het talud vastgestoken is, noemt men de poten van de beugel, zij zijn meestal 12 - 18 cm diep. De beugels worden zodanig gekramd dat zij een verspringend verband hebben. De afstand is ca. 10 cm. Het krammen wordt van beneden naar boven uitgevoerd.  

Om goed werk te krijgen wordt op afstanden van 40 cm een touw gespannen waarlangs de bebeugeling wordt gekramd. Deze regels noemt rijgband, daartussen wordt op het oog het halfwerk aangebracht, en ten slotte tussen het halfwerk en het rijgband de doorsteek aangebracht.

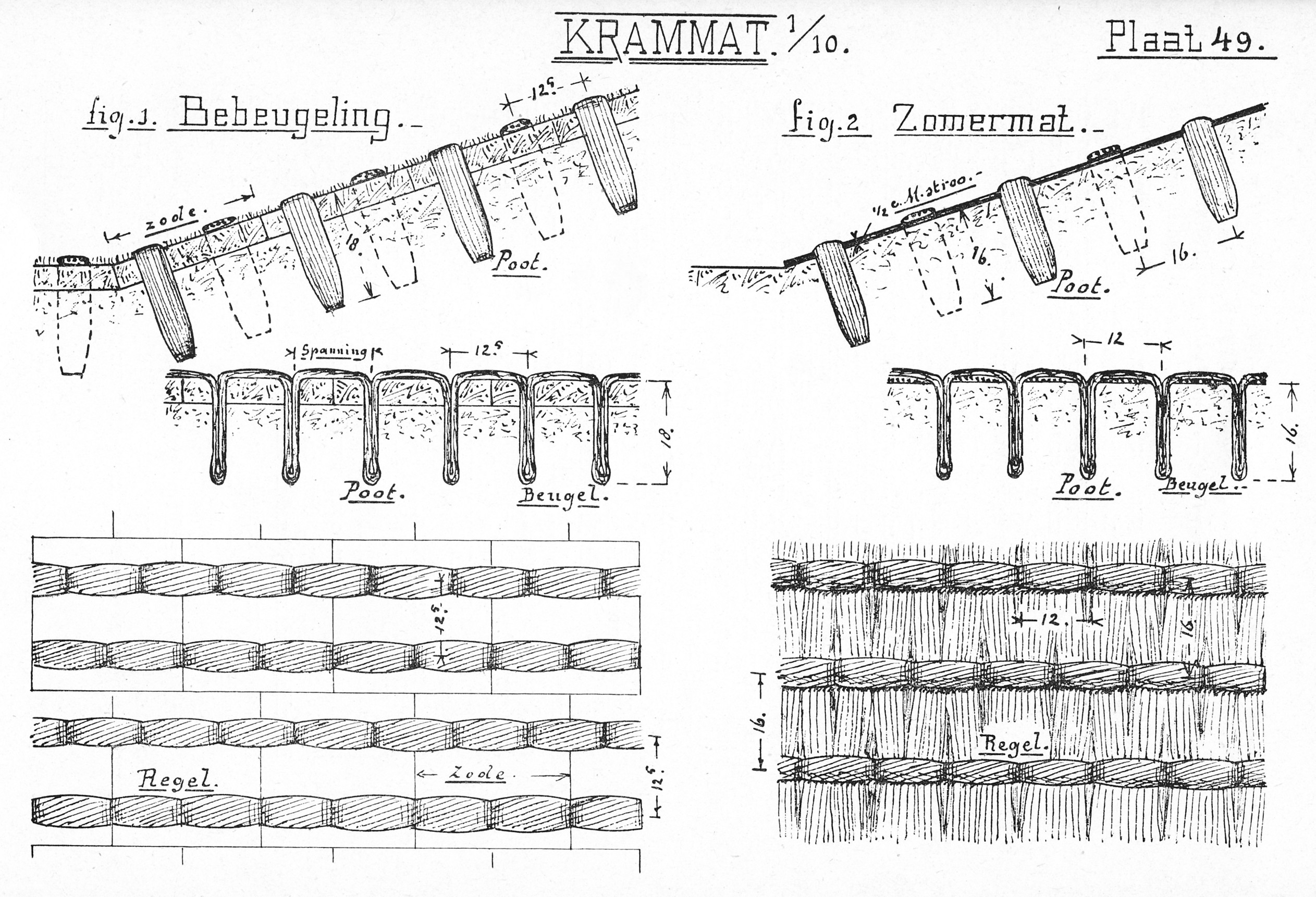
Zomerkrammat

Een zomerkrammat lijkt op de winterkrammat, maar is dunner uitgevoerd, en heeft een grotere regelafstand. Een krammat was vooral bedoeld om een tijdelijke bescherming te bieden (als later het talud zou moeten bestaan uit een grasmat) of als tussenlaag tussen de klei en de steenbekleding (dus als een filterlaag; nu wordt hiervoor een geotextiel gebruikt). 